# Nature Reviews Genetics
Nature Reviews Genetics è una mensile della Nature Portfolio, che pubblica articoli di revisione nel campo della genetica moderna. È stata fondata nel 2000. La caporedattrice è Linda Koch.
La rivista pubblica articoli di revisione e di prospettiva scritti da esperti del settore, soggetti a revisione paritaria e revisione editoriale per fornire una copertura autorevole degli argomenti.
Ogni numero contiene anche articoli di ricerca originali in evidenza e brevi riassunti scritti dai redattori che descrivono ricerche di recente pubblicazione.
I temi trattati includono, fra gli altri: genomica, genomica funzionale, genetica evolutiva, tecnologia genetica, espressione genica, genetica multifattoriale, malattie, biologia cromosomica, epigenetica, biologia dello sviluppo, biologia dei sistemi e delle reti, nonché le implicazioni etiche, legali e sociali della genetica e della genomica.
Secondo il Journal Citation Reports, nel 2021 la rivista ha ricevuto un fattore di impatto pari a 59,943, collocandosi al primo posto fra 175 titoli presenti nella categoria "Genetica ed ereditarietà".